# Encacahuatado
El mole encacahuatado es un plato típico de México que consiste en una salsa espesa de cacahuates con jitomate, chile seco, ajonjolí, todo molido y frito, y con ella se bañan piezas de carne que puede ser pollo, puerco o res. También suele incluir ajo y cebolla, caldo del pollo previamente cocido, y se aromatiza con distintas especias según el gusto de cada cocinera: canela, clavo de olor o pimienta gorda de Tabasco. El chile usado puede variar: ancho, chipotle, guajillo, morita o pasilla, se suele usar una combinación de dos de ellos, uno que aporte textura y otro que aporte picor.
Por su laborioso proceso de preparación, se reserva para eventos festivos como cumpleaños, aunque también se puede encontrar como comida cotidiana. Una versión más lujosa es el mole almendrado, que básicamente consiste en sustituir los cacahuates por almendras; de hecho el encacahuatado fue una vez apodado como «almendrado de pobre».
El encacahuatado es un guiso común en la región central del estado de Veracruz, donde se elabora comúnmente con cerdo. En cambio, en Oaxaca se prefiere la carne de pollo, igual que en la Sierra Norte de Puebla.
Las piezas de carne se deben cocer previamente. La cebolla y el ajo se doran en aceite caliente. Los chiles secos también se suelen freír aunque por breve tiempo, pues es fácil que se quemen; tras ello se dejan reposar con agua para que se hidraten. Se tateman los cacahuates y los jitomates. Las especias también se tuestan hasta que desprenden sus fragancias. Todo junto, menos la carne, se licúa con un poco del caldo de la cocción y se lleva a la cazuela con un poco de aceite caliente. En esta salsa se sumergen la carne y cuece a fuego lento hasta que suba a la superficie la grasa de los cacahuates (aprox. 15 min). Se sirve con arroz blanco o a la mexicana.